# 水球男子メキシコ代表
水球男子メキシコ代表は、メキシコ水球連盟により国際大会に派遣される男子水球のナショナルチームである。

## 主な国際大会成績
- オリンピック
  - 1900年 - 不参加
  - 1904年 - 不参加
  - 1908年 - 不参加
  - 1912年 - 不参加
  - 1920年 - 不参加
  - 1924年 - 不参加
  - 1928年 - 不参加
  - 1932年 - 不参加
  - 1936年 - 不参加
  - 1948年 - 不参加
  - 1952年 - 18位
  - 1956年 - 不参加
  - 1960年 - 不参加
  - 1964年 - 不参加
  - 1968年 - 11位
  - 1972年 - 13位
  - 1976年 - 10位
  - 1980年 - 不参加
  - 1984年 - 不参加
  - 1988年 - 不参加
  - 1992年 - 不参加
  - 1996年 - 11位
  - 2000年 - 不参加
  - 2004年 - 不参加
  - 2008年 - 不参加